# Jana Gana Mana
Jana Gana Mana là quốc ca của Ấn Độ, là năm đoạn đầu của một bài thơ của tác giả đoạt giải Nobel là Rabindranath Tagore, viết bằng tiếng Bengal. Hát nguyên bản tốn khoảng 52 giây, một bản ngắn hơn chỉ dùng hàng đầu và cuối, khi hát chỉ tốn 20 giây.

## Nguyên bản tiếng Hindī
| Ký tự Devanagari जन गण मन अधिनायक जय हे भारत भाग्यविधाता पंजाब सिन्धु गुजरात मराठा द्राविड़ उत्कल बंगा विन्ध्य हिमाचल यमुना गंगा उच्छल जलधि तरंगा तव शुभ नामे जागे तव शुभ आशीष मांगे गाहे तव जयगाथा जन गण मंगलदायक जय हे भारत भाग्यविधाता जय हे, जय हे, जय हे जय जय जय जय हे! | Chuyển tự Jana Gaṇa Mana Adhināyaka jaya he Bhārata bhāgya vidhātā. Paṃjāba, Sindhu, Gujarāta, Marāṭha Drāviḍa, Outkala, Baṃgā Vindhya, Himācala, Yamunā, Gaṃgā Ucchala jaladhi taraṃgā. Tava śubha nāme jāge, Tava śubha āśīṣa māṃge, Gāhe tava jaya gāthā, Jana Gaṇa maṃgala dāyaka jaya he Bhārata bhāgya vidhātā. Jaya he, Jaya he, Jaya he, Jaya jaya jaya, jaya he! |

## Nguyên bản tiếng Bengali
জনগণমন-অধিনায়ক জয় হে ভারতভাগ্যবিধাতা!
পঞ্জাব সিন্ধু গুজরাট মরাঠা দ্রাবিড় উত্‍‌কল বঙ্গ
বিন্ধ্য হিমাচল যমুনা গঙ্গা উচ্ছলজলধিতরঙ্গ
তব শুভ নামে জাগে, তব শুভ আশিস মাগে,
গাহে তব জয়গাথা।
জনগণমঙ্গলদায়ক জয় হে ভারতভাগ্যবিধাতা!
জয় হে, জয় হে, জয় হে, জয় জয় জয়, জয় হে॥

## Lời tiếng Việt
Tổ quốc Ấn Độ là tâm hồn nhân dân Ấn Độ
Là quê hương trời ban của nhân dân Ấn Độ
Từ Punjab, Sindh, Gujarat và Maratha
Đến Dravida, Odisha và Bengal
Từ dãy Vindhya và dãy Himalaya
Từ sông Hằng đến đại dương bao la
Nhân dân mọi miền tổ quốc đều tin yêu Người
Và hát vang bài ca này dành tặng người
Nhân dân là tâm hồn tổ quốc
Tổ quốc là tâm hồn nhân dân
Vinh quang thay, vinh quang thay, vinh quang thay
Tổ quốc Ấn Độ muôn năm của chúng ta.